# Edmund Burke III
Edmund Burke III (n. 1940) es un historiador y profesor estadounidense.

## Biografía
Nació en 1940. Su tesis doctoral, presentada en la Universidad de Princeton, se tituló Moroccan political responses to French penetration 1900-1912. Autor de obras como Prélude to protectorate in Morocco. Precolonial protest and resistance, 1860-1912 (1976) y The Ethnographic State: France and the Invention of Moroccan Islam (2014), también ha sido editor de títulos como Struggle and Survival in the Modern Middle East, junto a David N. Yaghoubian, Genealogies of Orientalism: History, Theory, Politics, junto a David Prochaska, y  Islam and World History: The Ventures of Marshall Hodgson, junto a Robert J. Mankin.